# Adrenalin: The BMW Touring Car Story
Adrenalin: The BMW Touring Car Story è un documentario del 2014 diretto da Tim Hahne.
La pellicola racconta, attraverso interviste a piloti e ingegneri, la storia agonistica e sportiva della BMW nei vari campionati motoristici a cui ha partecipato, dalla fine degli anni 60 fino agli anni 2000.